# Morpheus (software)
Morpheus era un software di file-sharing sviluppato da StreamCast tra il 2006 ed il 2007.

## Storia
Le prime versioni si basavano su AudioGalaxy; nel 2001 venne cambiato network passando da OpenNap alla rete FastTrack. Il 26 febbraio 2002 tutti i client Morpheus furono bloccati in quanto i proprietari della rete FastTrack imputavano un mancato pagamento per le licenze d'uso della rete. Nell'aprile 2003 la società sviluppatore ottenne un importante giudiziaria contro la RIAA. Il giudice della corte federale di Los Angeles, Stephen Wilson, dichiarò che i due software non erano illegali.
Nell'agosto 2003 la decisione fu appellata. Il 17 agosto del 2004 la Nona Corte d'Appello rettificò parzialmente la prima sentenza evidenziando che gli utenti, scambiandosi i file protetti da copyright, violavano la legge ma che i proprietari del software che veniva utilizzato, per lo scambio, non potevano essere condannati. Nel dicembre 2004 la palla è passata alla Corte Suprema degli Stati Uniti, perdendo la causa legale e nel 2008 la società dichiarò bancarotta, cessando lo sviluppo del software.

## Caratteristiche
Utilizzando il sorgente di Gnucleus Morpheus si trovava a supportare la piattaforma Gnutella2. Per sfuggire all'obbligo di rilevare il codice sorgente, creò un suo network chiamato NEOnet che includeva il supporto a MLDonkey e quindi l'accesso alle reti: eDonkey, Overnet ed ancora una volta alla rete FastTrack.